# Pseudocercospora balsaminae
Pseudocercospora balsaminae är en svampart som först beskrevs av Hans Sydow, och fick sitt nu gällande namn av Deighton 1976. Pseudocercospora balsaminae ingår i släktet Pseudocercospora och familjen Mycosphaerellaceae.   Inga underarter finns listade i Catalogue of Life.